# (25338) 1999 RE2
1999 أر إي 2 (ويعرف أيضًا باسم (25338) 1999 أر إي 2 وفق تسمية الكوكب الصغير) (بالإنجليزية: 1999 RE2)‏ هو كويكب ضمن حزام الكويكبات؛ وترتيبه 25338 من حيث الاكتشاف.
اكتُشف هذا الجُرم الفلكي بواسطة Charles W. Juels ‏ في 6 سبتمبر 1999.

## وصلات خارجية
- (25338) 1999 RE2 في قاعدة بيانات مختبر الدفع النفاث لأجرام النظام الشمسي الصغيرة

- الاكتشاف · مخطط المدار ·  العناصر المدارية · المعلمات المادية

- (25338) 1999 RE2 على موقع ويكي سكاي: DSS2, SDSS, GALEX, IRAS, Hydrogen α, X-Ray, Astrophoto, Sky Map, Articles and images